# Dzieje Dionizosa

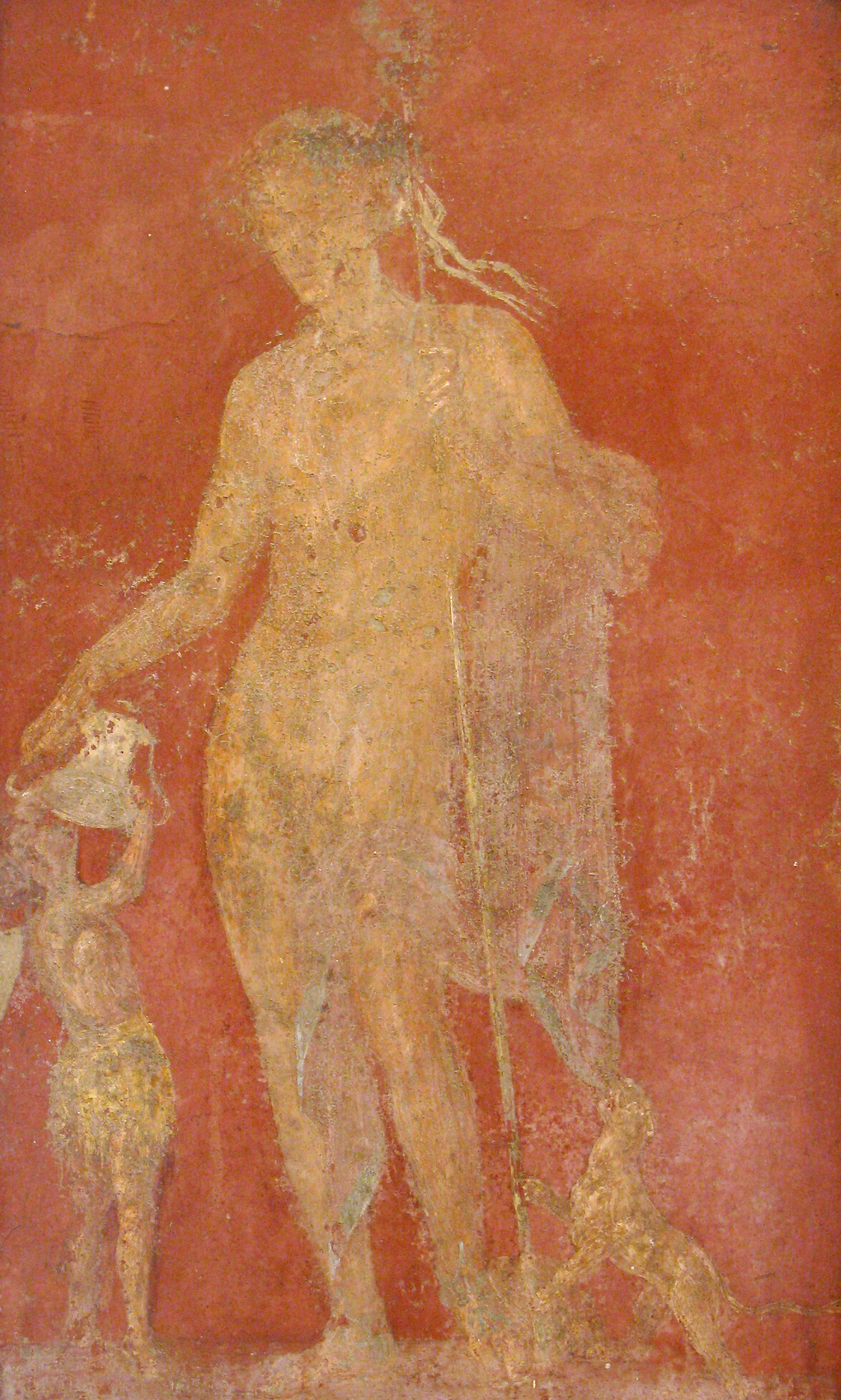
Dionizos i satyr. Malowidło starorzymskie

Dzieje Dionizosa (Dionysiaká) – grecki epos Nonnosa z Panopolis z V wieku n.e. Utwór jest napisany heksametrem daktylicznym. Składa się z czterdziestu ośmiu ksiąg. Liczy ponad dwadzieścia jeden tysięcy wersów. Opowiada o podróży boga Dionizosa do Indii. Zawiera wiele wątków pobocznych. Jest jednym z ostatnich dzieł starożytności.